# Västra Hälsinglands revir
Västra Hälsinglands revir var ett skogsförvaltningsområde som omfattade Los socken med Hamra kapellag, av Färila socken den väster och söder om Ljusnan och Ängerån (Ängraån) belägna delen samt Ovanåkers och Voxna socknar, allt i Gävleborgs län, samt av Ängersjö kapellag i Jämtlands län kronoparkerna Voxna och Stensjö. Det var uppdelat i fem bevakningstrakter (Fågelsjö-Voxna, Kölsjö, Tandsjö, Hamra och Färila-Los). Inom reviret fanns 20 allmänna skogar om 99 069 hektar, varav 14 kronoparker om 52 415 hektar. Störst och värdefullast av dessa var Hamra.